# Cada día más fuerte
Cada día más fuerte —en inglés Growing Stronger— es el tercer libro de la cantante, compositora, actriz y empresaria mexicana Thalía, escrito por ella misma y cuya publicación fue en 2011 por la editorial británica Penguin Books y su subsidiaria, Celebra.
Denominado por los medios como una obra autobiográfica o «libro de memorias», en Cada día más fuerte Thalía relata experiencias personales de su vida, como el secuestro de sus hermanas, Laura Zapata y Ernestina Sodi, el padecimiento de la enfermedad de Lyme, el fallecimiento de su padre Ernesto Sodi Pallares, cuando ella tenía cinco años de edad, así como la muerte de su madre Yolanda Miranda Mange (semanas antes de la publicación del libro) y parte de su obra artística. El libro consta en total, de ocho capítulos: «infancia, fama, libertad, amor, perdón, renacer y fe» y su versión en español contiene 304 páginas, mientras que en la de inglés, son 288 páginas.

## Antecedentes y desarrollo
Luego de su regreso musical con el álbum en directo Primera fila: Thalía (2009), con el que obtuvo un éxito sin prescedentes en México (dónde obtuvo disco de diamante, por lo que lo convirtió en un best seller) así como en muchos países del mundo, Thalía confesó haber estado en su «mejor momento». Esto definió en gran parte la creación del que sería Cada día más fuerte. Inicialmente, se dio a conocer que publicaría tanto un libro autobiográfico como uno infantil. En septiembre de 2010, Thalía dijo en una oportunidad: «el tercer libro lo estamos terminando que es un poco compartir con la gente algunas historias de mi vida, sin ser biografía. Son relatos puntuales, positivos y no tanto, en los que he transformado mi vida en energía buena y oportunidades. Un libro aspiracional».
Posteriormente, durante la entrevista con la editora de espectáculos Sigal Ratner-Arias para Associated Press en octubre de 2011, Thalía explicó: 

Es un momento en el cual me siento muy segura de quien soy, muy aceptada, muy tranquila, contenta con las cosas que he realizado durante de mi vida, tanto personal como profesional, y creí que era un momento importante de compartir mi historia, mis experiencias tanto buenas como malas, con toda mi gente... y tratar que de alguna manera pues mis vivencias puedan apoyar la vida de otros.

Aunado a lo anterior, Thalía escribió el libro durante el embarazo de su segundo hijo e inicialmente la fecha de publicación estaba prevista en octubre de 2011; en mayo de ese mismo año, la madre de Thalía, Yolanda Miranda Mange falleció y de acuerdo al prefacio del mismo libro, Yolanda ayudó en la edición de éste una semana antes de su fallecimiento, aunque la obra ya estaba escrita. A inicios del mes de octubre de 2011, la intérprete lanzó un concurso a través de Twitter para que sus seguidores realizaran bocetos para el diseño de la tapa de Cada día más fuerte y les daría a cambio un premio.
El libro figuró como uno de los más esperados tras su anuncio según Univision.

## Concepto
Thalía ha definido de diversas maneras a Cada día más fuerte según las circunstancias (por capítulo) o de manera unánime, una de ellas: como «un libro muy íntimo, donde me expongo al mil, donde no hay una máscara, donde no hay un rinconcito que quede guardado».

Este libro es una celebración del amor y la alegría, un homenaje que a través del curso de mis experiencias de vida, la mayor parte acompañado por ella, quiero compartir con ustedes, mis lectores
En Today Show.

En este libro, estoy interpretando a un viaje de la perseverancia y la autonomía y todo el mundo puede crecer más fuerte de un mal momento en su vida.
En The Huffington Post.

## Contenido
El libro está redactado en primera persona narrativa, y consta en total, de ocho capítulos: «infancia, fama, libertad, amor, perdón, renacer y fe» y su versión en español consta de 304 páginas, mientras que en la de inglés, son 288 páginas. Contiene fotografías de su carrera en la televisión y en la música, así como de su familia.

### Prefacio
Mientras escribía este libro, también viví dos eventos críticos y transformadores: mi segundo embarazo, el anuncio de una nueva vida que pronto voy a tenerte en mis brazos, invitando a la alegría a llamar a mi puerta una vez más, y la muerte de mi querida madre, la persona más importante en mi vida, cuyo total dedicación, apoyo, orientación, consejo excelente y amor incondicional me ha armado con las herramientas para hacer frente a este momento de alegría que viene con la llegada del nuevo miembro de nuestra familia, sino también la devastación total de su pérdida súbita.

### General
En el capítulo de infancia, Thalía apuntó haber sufrido de bullying y de vivir una infancia bastante aislada. También comenta sobre la muerte de su padre, Ernesto Sodi Pallares, cuando ella tenía sólo 5 años de edad, por lo que estuvo alrededor de un año sin hablar, además de confesar que de pequeña se le apareció La Llorona, por lo que agradece, ya que la hizo más fuerte: «en nuestra casa existió un ser así y de pronto se sentían energías sobrenaturales. Y eso a una niña la hace fuerte, la hace defenderse de lo invisible, de lo que no se toca, de lo que está ahí y es importante enfrentarlo de cara».
El 22 de septiembre de 2002, en plena promoción del álbum Thalía, Laura Zapata y Ernestina Sodi (hermanas de la cantante) fueron secuestradas.  Finalmente, para el 10 de octubre sus captores las liberaron, una vez que recibieron dinero a cambio de sus vidas. Según Ernestina en su libro Líbranos del mal, Thalía se encargó de pagar el rescate. Este acontecimiento resultó controvertido en la prensa internacional dadas las circunstancias en que se llevó a cabo y al pleito subsecuente que se suscitó entre las tres hermanas. Thalía apuntó en Cada día más fuerte que se había sentido culpable por el secuestro de sus hermanas debido a que no residía en México cuando eso aconteció, y añadió que «un suceso de esta magnitud provoca daños internos en la relación estructural de la familia que vive este traumático evento, y cada cual lo procesa a su manera».
Thalía también apuntó sobre su relación con su esposo, Tommy Mottola, a quien le agradece su compresión del sufrimiento que padeció al partir de México, tras dejar su familia y amigos: «me dijo que ahora me ama más», además de los hijos de ambos. Aunado a esto, le dedica un capítulo completo a su amigo y una de sus mayores influencias, el productor Emilio Estefan quien le presentó al que sería su esposo, razón por la cual dedicó un capítulo completo a él.
| Asimilé que cada vivencia, cada dificultad, cada problema, cada episodio doloroso, difícil o intenso, me ha permitido conocerme cada vez más y hacerme «cada día más fuerte». |

Antes de su publicación, la madre de Thalía, Yolanda Miranda Mange, había fallecido, colaboró una semana antes de su fallecimiento para el escrito, aunque la obra ya estaba terminada. Thalía confiesa que «al escribir este libro fue una gran parte de su recuperación [en referencia al nacimiento de su hijo, paralelo al fallecimiento de su madre]». De manera general, Cada día más fuerte aborda temas como su lucha con la vida en el centro de atención (en referencia a los medios de comunicación) y como llegó a tomar posesión de su carrera. Habla sobre el impacto cultural sin prescedentes que tuvieron sus telenovelas en todo el mundo. Al respecto, mencionó:

Las telenovelas hizieron un montón de historia, basta con ver el informe de la UNESCO, donde se señaló que en Costa de Marfil (África) y París (Francia), la gente dejó el curso diario de sus vidas sólo para ver una televenola. No esperaba este tipo de éxito[..] siempre que llegué a cualquier lugar, me trataron como a la realeza, incluso, la prensa en algunos países se refirieron a mí como la «Reina Azteca», «La Reina de México» o «La Embajadora de México»[...] Duranta mi visita a las Filipinas, los organizadores me informaron que la última vez que tantas personas se reunieron en la calle para ver a un persona fue cuando el Papa Juan Pablo II llegó el 14 de enero de 1995.[..] en Filipinas, el país que probablemente se sintió el mayor impacto de Marimar, la telenovela era más promocionada que la Copa Mundial de Fútbol de 1998 y la valoraron mejor que el Super Bowl o los Premio Grammys; de hecho, mientras yo estaba de visita en el país, la gente y los medios estaba tan cautivados de ver en carne propia a «Marimar» que un histórico acuerdo de paz con las guerrillas musulmanas y las celebraciones del centenario de la revolución filipina y fueron dejados a un lado por la fiebre de «Marimar», por lo que el archipiélago fue bautizado temporarlmente como «República de Marimar».

Pero también menciona que «atribuye sus cambios de ánimo a la actuación, y cuenta que era muy difícil para ella distinguir entre su vida y la de sus personajes. "Es que siempre vivía en carne propia los sufrimientos de mis personajes. Creo que por eso caí en depresión tantas veces mientras hacía novelas"».

### Enfermedad de Lyme

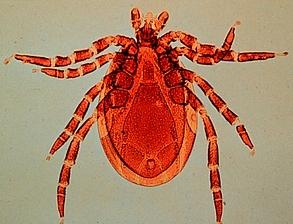
Ixodoidea, transmisores de la enfermedad de Lyme.

Thalía confesó que lo más doloroso fue contar sobre el padecimiento de la enfermedad de Lyme, que contrajo en 2008 justo entre la etapa final de su embarazo. Luego del parto, sintió que no podía cuidar a su hija; cuenta que sus médicos atribuían los síntomas a la depresión postparto. Pensó que algo más estaba pasando: «no les importó lo que dijera.[..] Era como si estuviera hablando con una pared». Nadie de los médicos le brindaron su ayuda en absoluto: «yo seguía sintiendo como si hubiera sido atrapolleda por un camión que me había arrastrado por miles de kilómetros». Posteriormente, la condición fue confirmada por los especialistas de Lyme. Tras recibir el tratamiento correspondiente, ella comentó: «yo sudaba profundamente, empapando mi pijama, las sábanas y hasta el colchón; todo lastimaba, incluso, mi pelo. A veces sentía como si mi cabeza iba a estallar, como si hubiera plomo dentro de mí.[...] la hipersensibilidad de mi piel era tan grave que a veces ni siquiera podía manejar las sábanas». Apunta también que tras dos años de un fuerte tratamiento, la llevó hacia el camino de la recuperación. Tras este padecimiento, ella fundó la página web Sobrelyme.com.

## Portada y promoción
En septiembre de 2011, Thalía reveló la portada del que sería Cada día más fuerte (Growing Stronger). De acuerdo con El Informador de México, «en la imagen se ve a una Thalía radiante sentada en un sillón blanco donde porta una blusa del mismo tono, para promocionar su libro».
Para promocionar el libro, Thalía se presentó en varias firmas de autográfos en ciudades de Estados Unidos y, en México por una ocasión. También ofreció entrevista a medios como CNN en Español, Associated Press (AP), en el programa estadounidense Today Show, The Huffington Post, la revista Latina, Fox News Channel y Univision en su sección de salud entre otros.
El 1 de noviembre de 2011, se presentó en la ciudad de Nueva York; en esa ocasión vestía una blusa verde, pantalones negros y un sombrero blanco. Asistieron los seguidores hispanos de la intérprete, así como de los países: Brasil, Italia, Chipre, Polonia y Turquía. Días después, Thalía se presentó en la librería Girón ciudad de Chicago. Posteriormente, Thalía en julio de 2012, regaló ejemplares del disco Primera fila y el libro, en su cuenta de Twitter tras organizar un concurso llamado «Mi disfraz de Thalía».

## Recepción crítica y comercial
El libro recibió críticas positivas de parte de los medios de comunicación y de algunos críticos de libros. Jamie White, de Goodreads lo calificó con cuatro estrellas de cinco y comentó «hay tanto que aprender, como ella detalla su vida con sinceridad». Expuso que «uno de los momentos más emotivos e inspiradores, es cuando [Thalía] detalla su batalla con la enfermedad de Lyme, después de haber dado a luz a su hija». Marcela Álvarez editora del sitio TintaFresca si bien no fue abundante en su crítica, dijo que «al ir pasando las páginas, va asomando una mujer serena, reflexiva, madura». El equipo de redacción del periódico en línea Hispanically Speaking News, describe el volumen de 290 páginas (en papel), «como un testimonio muy fluido, escrito en primera persona, sobre su fascinante carrera, no exenta de dificultades y desafíos».
El libro se ubicó en el primer lugar de la tienda en línea, Amazon.com, antes y durante la muerte de Steve Jobs, fundador de la empresa Apple Inc., que también se publicó un libro autobiográfico sobre él.

## Formatos
Cada día más fuerte se publicó también como audiolibro, narrado por la hermana de Thalía, Federica Sodi, arqueóloga, antropóloga, especializada en iconografía e historiadora y cuya duración total, es de 9 horas con 15 minutos, publicado en formato de CD y de manera digital a través de Prince Frederick.